# Graziella Pareto
Engràcia Pareto i Homs (Barcelona, 6 de maig de 1889 - Roma, 1 de setembre de 1973), coneguda amb el nom artístic de Graziella Pareto, va ser una de les tres grans sopranos coloratura barcelonines de la seva època, amb Maria Barrientos i Mercè Capsir, de les quals es diferenciava per la morbidesa de la seva veu.
Filla de la soprano Àngela Homs i Bugueras, estudià a Barcelona, on va debutar l'any 1906 en el paper de Micaela de Carmen de Bizet. El 1908 va actuar al Teatro Real de Madrid a La sonnambula. Considerada una de les millors sopranos de coloratura del món, actuà a Parma, Roma, La Scala de Milà, el Covent Garden, a La Fenice, entre altres teatres. Enregistrà molts de discos. El seu repertori de líric-lleugera incloïa Il barbiere di Siviglia, Rigoletto, La sonnambula, Lucia di Lammermoor, Don Pasquale i el Hamlet d'Ambroise Thomas, de la qual feia el paper d'Ofèlia, considerat el seu millor paper. Es va casar amb el compositor italià Gabriele Sibella, de qui va gravar la cançó Bimba bimbetta en un disc molt divulgat. Quan es casà per segona vegada va abandonar la seva carrera, als volts de 1927, i es va instal·lar definitivament a Itàlia. Després de la seva mort, a Roma, fou enterrada a Nàpols.
Amb motiu del 25è aniversari de la seva mort, el segell català Ària Recording va editar un disc compacte amb totes les àries, duos i escenes amb cor enregistrades per Graziella Pareto.